# 경남도민일보
경남도민일보(慶南道民日報)는 경상남도 일대에서 발간되는 대한민국의 일간지이다.
IMF 구제금융사건으로 도산한 경남매일신문을 경남매일 노동조합원들이 인수해 1999년 5월 11일 창간했고, 2000년 인터넷 홈페이지를 개통했다. SNS와 메타 블로그 등 뉴미디어 매우 강한 지역신문으로 유명하다. 자매지로 월간 인물지 '피플파워'가 있다.

## 성향
- 진보적인 성향에 포함된다. 특히 사설은 매우 강한 논조로 신자유주의를 성토한다.
- 2011년 8월, 언론노조 총파업 때 '미디어렙 제정'을 요구하며 유일하게 휴간한 언론사이며, 창간 이래 첫 휴간이다.
- 사장 및 편집국장을 사원직접투표로 결정한다.
- 김태호 전 경상남도 도지사의 총리 후보 낙마와 관련해 김태호를 철저히 검증하지 못했다 하여 편집국장이 반성문을 실었다. 이 일로 딴지일보와 오마이뉴스에도 소개된 적이 있다.
- 1만원 이상 물품을 받으면 징계를 당하는 등 사내 기자 윤리강령이 엄격한 언론사로 알려져 있다. 설, 추석 선물은 모두 기부하고 있으며, 기부한 내역은 온라인에 공개한다.

## 특징
- '개혁적 정론지'를 표방하면서 진보적 입장을 취하고 있다.[1]
- 창간 과정에서 지역 주민들이 주주로 참여한 일간신문이라는 점도 특징이다. 대주주가 없으므로 비교적 외압에서 자유롭다.
- 월~금요일 발행하며 2005년 ABC협회가 발표한 전국 일간지 부수결과 11,900여부로 경남신문(33,100부), 경남일보(15,600여부)에 이어 3번째 규모다.
- 보통의 경우 16면을 발행하며, 창간호 등 특별한 경우에 좀더 지면을 늘린다.

## 지면
- 주5일제 평일 신문을 발행한다.
- 매주 주말 신문 발행하지 않고[2], idomin.com 에서 온라인 서비스를 계속한다.

## 화제
- 4.27 재보선 당시 김해을 선거 투표방해 의혹에 대해서 자세히 다뤘다. 이는 나는 꼼수다 봉주 21회에서도 거론됐다.

## NC 다이노스최고 수훈 선수 시상식
2013년부터 NC 다이노스의 수훈 선수를 온라인투표를 통하여 뽑고 있으며, 1위 득표자(최고 수훈선수)에게 순금 10돈 야구공이 포함된 트로피를, 2,3위(최고타자, 최고투수) 득표자에게는 순금 8돈의 트로피를 수여한다.

### 2013년
2013년 'NC 다이노스 올해의 최고 수훈선수'로 김종호가 최고 수훈선수, 이호준이 최고타자상, 이재학이 최고투수상을 수상했다.

### 2014년
2014년 'NC 다이노스 올해의 최고 수훈선수'로 에릭 테임즈가 최고 수훈선수, 나성범이 최고타자상, 김진성이 최고투수상을 수상했다.

### 2015년
2015년 'NC 다이노스 올해의 최고 수훈선수'로 에릭 테임즈가 최고 수훈선수, 나성범이 최고타자상, 에릭 해커가 최고투수상을 수상했다.